# Forensische Zahnmedizin

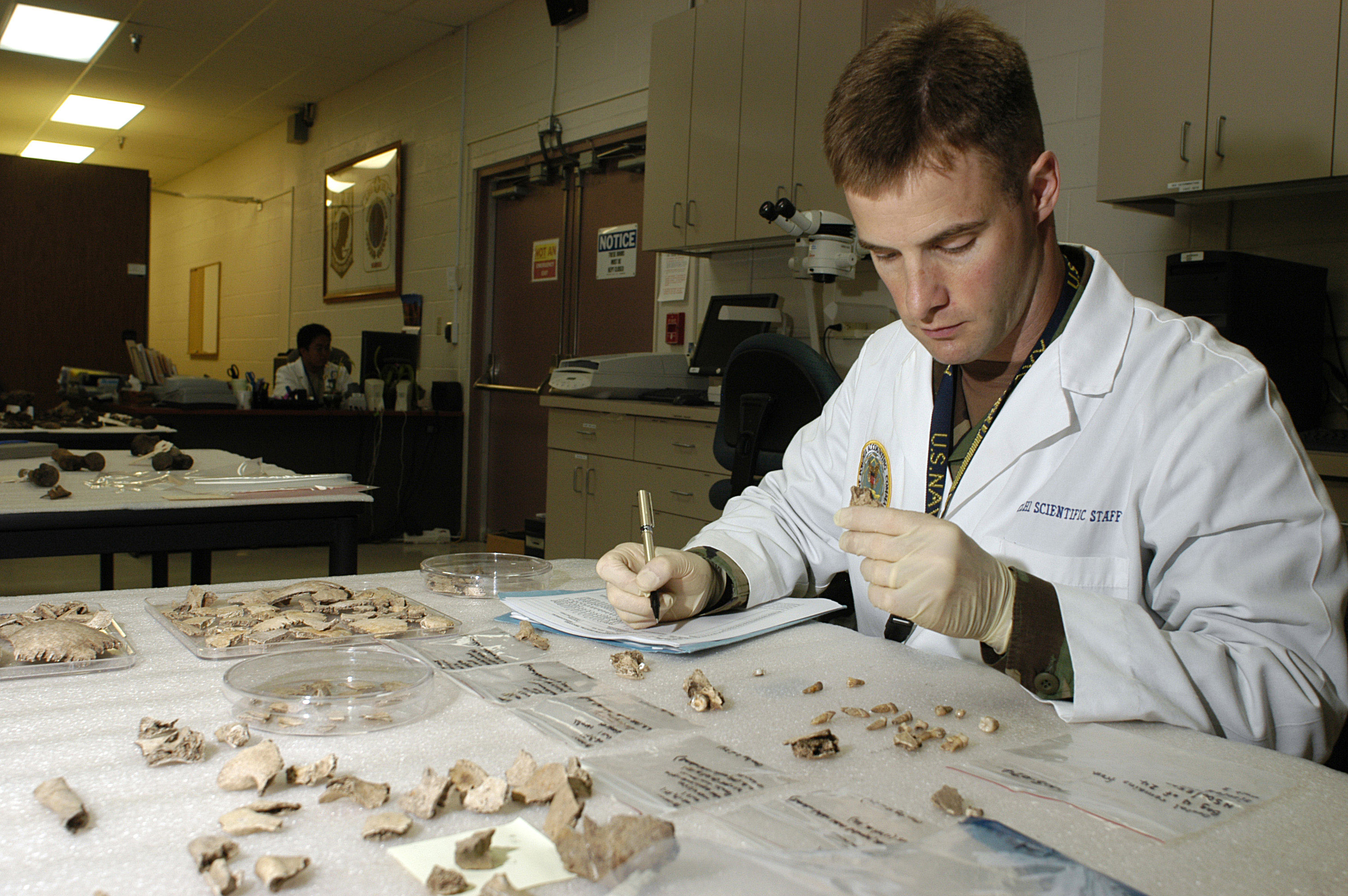
Zahnärztlich-forensische Untersuchung zur Identifizierung von US-Soldaten im JPAC

Forensische Zahnmedizin (Synonyma: Forensische Odontologie, Forensische Stomatologie, auch Forensische Odontostomatologie von lat.: forum Marktplatz (früher: Gerichtsplatz)) ist eine der drei gerichtlichen Wissenschaften vom Menschen, neben der Rechtsmedizin und der forensischen Anthropologie. Sie dient insbesondere der individuellen Identifizierung von Leichen anhand des Vergleichs ihrer Gebisse (Zähne/Kiefer) ante und post mortem (vor und nach dem Tod). Angewendet wird sie bei Opfern von Natur-, Brand-, Flugzeug-, Schiffs-, Zug- und Verkehrskatastrophen sowie bei Verbrechen. Daneben beschäftigt sie sich mit der Zuordnung von Bissspuren, der Altersdiagnostik, der Geschlechtsbestimmung, mit Missbrauchsopfern und im weitesten Sinne mit Behandlungsfehlern.

## Identifikationsverfahren

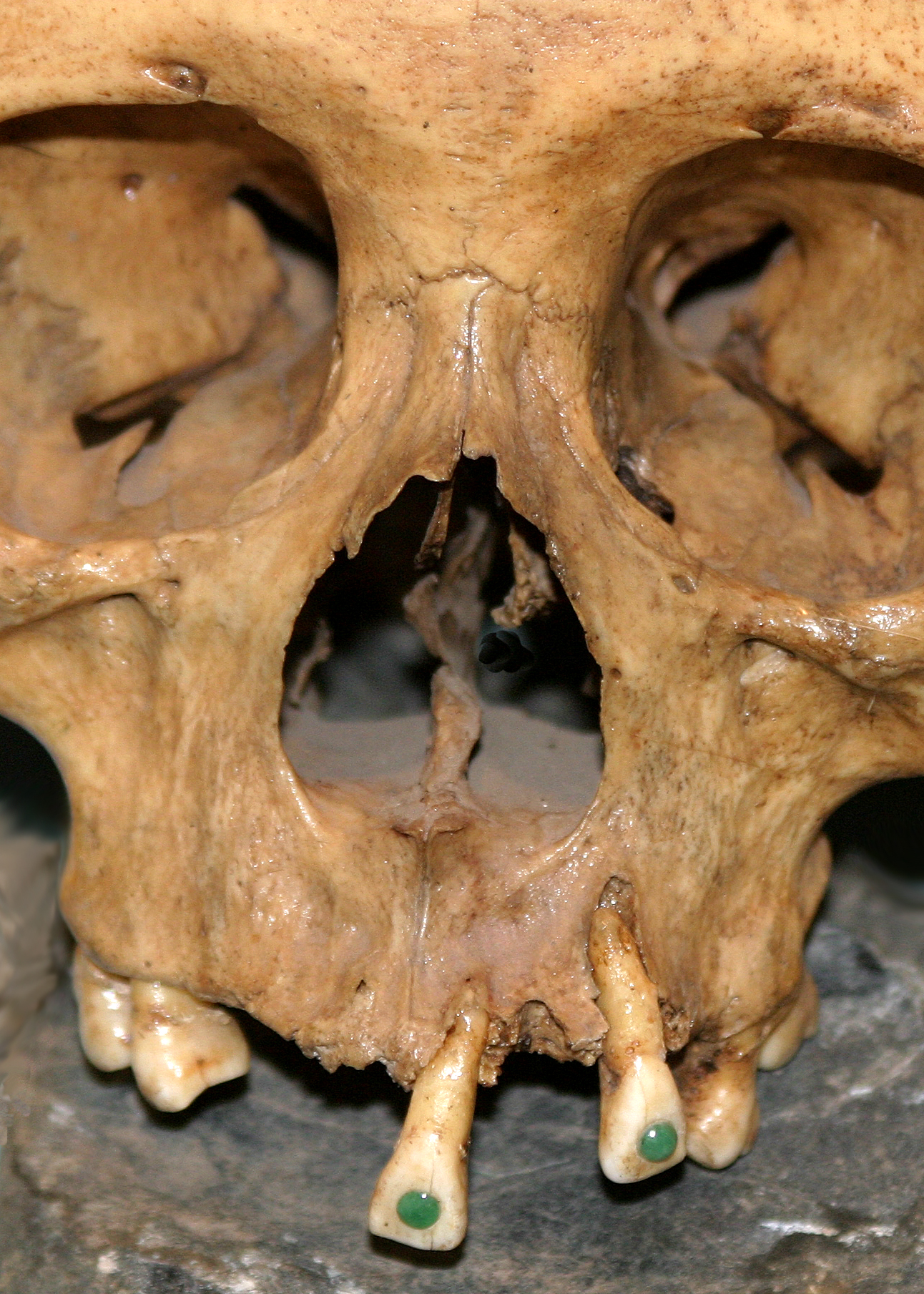
Jadeverzierte Zähne

Innerhalb der Identifikationsverfahren ist der Anteil der forensischen Odontologie sehr hoch. Bei der Tsunami-Katastrophe 2004 in Südostasien wurden 1.474 Verstorbene identifiziert. Der zahnärztliche Vergleich war in 79 % der Fälle der primäre Identifikator durch einen odontologischen Vergleich ihres Zahnstatus. In den meisten Ländern gilt die Regel, dass mindestens 12 ähnliche charakteristische Elemente von zwei zu vergleichenden Fingerabdruckproben eine positive Identifizierung bedeuten. Auf die forensische Zahnheilkunde übertragen bedeutet dies, dass ebenfalls mindestens 12 ähnliche charakteristische Elemente von zwei zu vergleichenden Gebissbefunden zu einer Identifizierung führen. Mathematisch übersteigt bei beiden Verfahren die Zahl der Möglichkeiten diejenige der Erdbevölkerung. Insgesamt gibt es mehr als zwei Billionen Kombinationsmöglichkeiten. Die individuellen Charakteristika der Zähne und zahnärztlicher Therapiemaßnahmen erlauben damit eine sehr enge Eingrenzung der Person, die in der Identifizierungssicherheit mit dem Fingerabdruck oder sogar dem genetischen Fingerabdruck vergleichbar ist. Die Methode wird deshalb auch als dental fingerprinting (engl.: „dentaler Fingerabdruck“) bezeichnet. Dabei werden die noch erhaltenen Zähne der Opfer mit dem Zahnstatus und Röntgenbildern von vermissten Personen verglichen.
Bestimmte Berufe (Glasbläser, Zuckerbäcker) oder Gewohnheiten (Pfeifenraucher) lassen sich aus Veränderungen an den Zähnen, durchgemachte Krankheiten (Rachitis, Syphilis) aus der Form der Zähne erkennen. Pflege des Gebisses und Art der Behandlung geben Hinweise auf Stand und soziale Stellung des Unbekannten.
Die Erfolge der Prophylaxe haben zu einem Rückgang der Karies bei jungen und der parodontalen Schäden bei erwachsenen Menschen geführt und damit die Zahl zahnärztlicher Behandlungen und der erstellten Röntgenbilder reduziert. Dies erschwert den Vergleich von Informationen ante und post mortem. Bei der Feststellung der Identität wird der Schwerpunkt verstärkt auf die Untersuchung anatomischer und morphologischer Strukturen gelegt.

## Zahnärztliche Mithilfe bei der Identifizierung
Regelmäßig veröffentlicht die Kriminalpolizei den Zahnstatus unbekannter Opfer in zahnärztlichen Fachzeitschriften, wie den Zahnärztlichen Mitteilungen, einer Fachzeitschrift, die vierzehntäglich an alle Zahnärzte in Deutschland verschickt wird, wodurch Zahnärzte den Zahnstatus mit ihren Unterlagen vergleichen und zur Identifizierung beitragen können. Ebenso sei das Joint POW/MIA Accounting Command (JPAC) erwähnt, deren Aufgabe es ist, nach Kriegsgefangenen (englisch Prisoner of War, POW) und vermissten Soldaten (englisch Missing in action, MIA) von Angehörigen der Streitkräfte der Vereinigten Staaten zu suchen sowie deren Identitätsfeststellung. Dies ist auch bei Opfern möglich, die bis zur Unkenntlichkeit verbrannt sind: Zähne, einschließlich der Zahnfüllungen und Implantate können Temperaturen bis 1200 °Celsius widerstehen. Zahnärzte haben teilweise eine Art fotografisches Gedächtnis, wodurch ein Gebiss oder eine (umfangreichere) Behandlung (wieder)erkannt werden kann. Ansonsten kann der Befund mit den Aufzeichnungen der Patienten eines Zahnarztes verglichen werden. Wünschenswert wäre, wenn die Praxisverwaltungssoftware ein Abgleichprogramm bereitstellen würde, mit dem eingegebene Befunde mit den Befunden aller Patienten eines Zahnarztes automatisiert abgeglichen werden könnten, so wie heutzutage Fingerabdrücke mit einer Datenbank durch ein Automatisiertes Fingerabdruckidentifizierungssystem (AFIS) abgeglichen werden können.
In einer deutschlandweiten Studie aus 2023 wurden in 72,6 % der Fälle bei der Identifizierung verschiedene Merkmale kombiniert, am häufigsten DNA mit Zahnstatus (37,1 %). Die DNA-Analyse wird am häufigsten verwendet. 62,9 % der Befragten stimmten zu, dass die zahnärztliche Identifizierung „oft“ angewendet wird. Der Anteil der Identifizierungen mittels Zahnstatus wird auf 1,6 – 8,1 % geschätzt. Für die forensische Zahnmedizin haben 19,4 % eine feste Ansprechperson. Eine digitale Plattform, um Zahnmediziner zu kontaktieren, schätzten 56,5 % als hilfreich ein.

## Zahnmedizinische Untersuchung post mortem

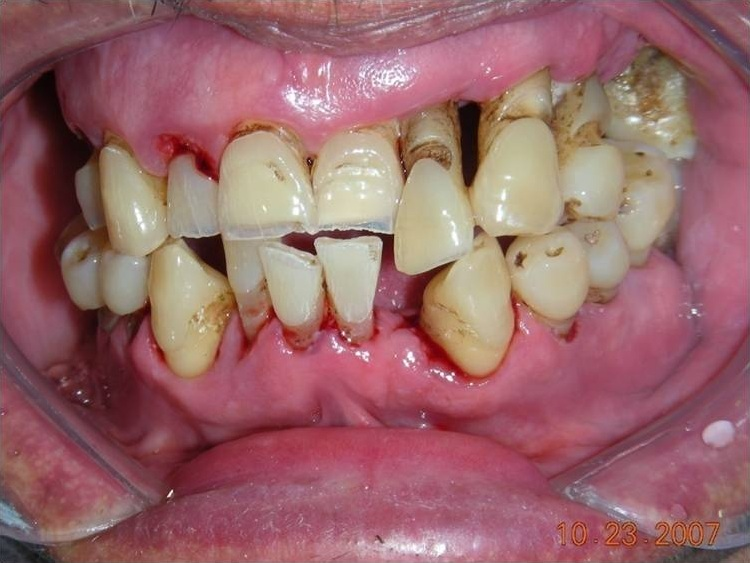
Zahlreiche Merkmale in einem Gebiss

Die zahnmedizinische Untersuchung post mortem umfasst nach Wright die Bestimmung folgender Charakteristika, die in einem Zahnschema erfasst werden. Daneben gibt es spezielle Befundbögen der forensischen Zahnmedizin. Zur Dokumentation können zusätzlich Foto- und Videoaufnahmen, Abformungen (Silikone, Polyäther) und Gipsmodelle, einschl. Datierung und Beschriftung der Modelle angefertigt werden. Die Untersuchung kann durch zahlreiche Faktoren erschwert sein, beispielsweise durch den Rigor mortis (lat.: Totenstarre), der den Zugang erst nach einer Obduktion ermöglicht.

### Untersuchungsraster
1. Vorhandene, fehlende und retinierte Zähne sowie Restaurationen
  - Art der Restaurationen und behandelte Zahnflächen
  - parodontaler Zustand, Zahnstein und Verfärbungen
  - Fehlstellungen, Rotationen, Impaktierungen, unvollständig durchgebrochene Zähne
  - Bestimmung der nach dem Eintreten des Todes verlorenen Zähne;
2. Festsitzender Zahnersatz, Teilprothesen, Implantate;
3. Spuren von abnehmbaren Prothesen (Druckstellen);
4. Okklusale und intermaxilläre Beziehungen;
5. Eigenschaften der Zahnbögen, eventuelle Tori;
6. Eigenschaften der einzelnen Zähne (Winkelmerkmal, Krümmungsmerkmal, Wurzelmerkmal, Kronenflucht, Zahnachse);
7. Zahnanomalien
8. Eigenschaften des Parodonts;
9. Pathologische Prozesse an Zähnen, am Parodontium, an Schleimhäuten oder Knochen;
10. Analyse von post mortem angefertigten Röntgenbildern:
  - existierende endodontischer Behandlungen und
  - spezielle Bestimmung folgender Strukturen:
    - Zahnanatomie
    - Verkalkungen der Pulpa, Pulpaanatomie
    - Trabekulation und andere Eigenschaften des Knochens
    - Anatomie der Kieferhöhlen;

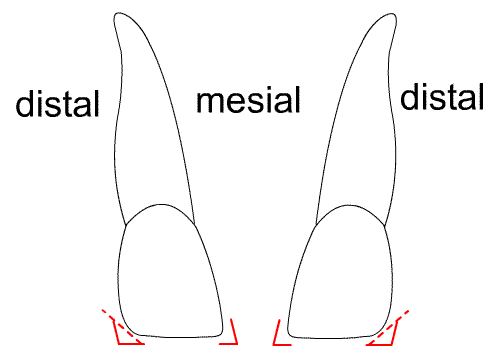
Winkelmerkmal
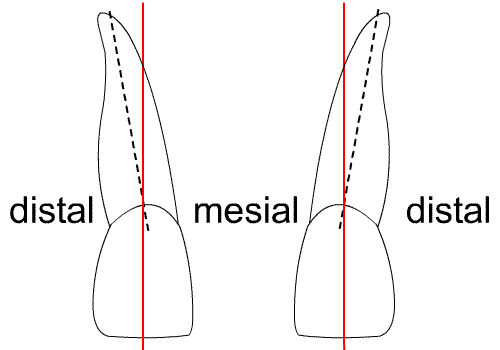
Wurzelmerkmal
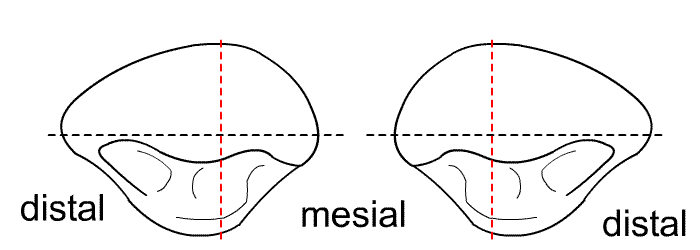
Krümmungsmerkmal
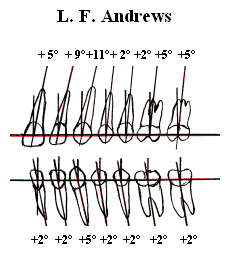
Zahnachsen

### Untersuchung der Kiefer
Man unterscheidet verschiedene Kieferformen auf der Grundlage der biogenetischen Einteilung nach Alfred Kantorowicz und Gustav Korkhaus (modifiziert nach Reichenbach und Brückl).
- Schmalkiefer
  - mit engstehender Protrusion
  - mit lückiger Protrusion
- Missverhältnis zwischen Zahn- und Kiefergröße
  - frontaler Engstand
  - primärer Engstand
- Kreuzbiss
- Progener Formenkreis
  - progene Verzahnung – Anomalie der Zahnstellung
  - frontaler Kreuzbiss – Anomalie der Kieferform
  - progener Zwangsbiss – Anomalie der Kieferlage
  - echte Progenie
  - unechte Progenie – Anomalie der Kiefergröße
  - maskierte echte Progenie
- Deckbiss
- Offener Biss
  - lutschoffener Biss
  - echter offener Biss (gnathisch)
  - zungenoffener Biss (Makroglossie)
- Folgen vorzeitigen Zahnverlustes
  - Kieferwachstumshemmung (unechte Progenie bzw. Prognathie)
  - Zahnwanderung (Eckzahnhochstand)
- Sonstige einfach bedingte Anomalien
  - Hyperdontie
  - Hypodontie
  - Zahnretention
- Diastema (jede Lückenbildung im Gebiss)
  - Trema (Lücke zwischen den mittleren Schneidezähnen)
    - echtes Trema
    - unechtes Trema
- Zahnüberzahl (Hyperdontie)
  - eutypische Form
  - dystypische Form
- Strukturanomalien der Zähne
  - Amelogenesis imperfecta (Schmelzhypoplasien)
  - Dentinhypoplasien
- Einteilung der Dysgnathien
  - Angle-Klasse I – Neutralokklusion
  - Angle-Klasse II – Distalokklusion, Gruppe 1 und 2
  - Angle-Klasse III – Mesialokklusion
- Erbliche Merkmale
  - Missverhältnis zwischen Zahn- und Kiefergröße
  - frontaler Engstand
  - primärer Engstand
  - progener Formenkreis (echte Progenie)
  - Deckbiss
  - offener Biss (abnormer Schädelaufbau)
  - zungenoffener Biss (Makroglossie)
  - Hyperdontie
  - Hypodontie
  - Lippen-Kiefer-Gaumenspalten

### Bisswunden

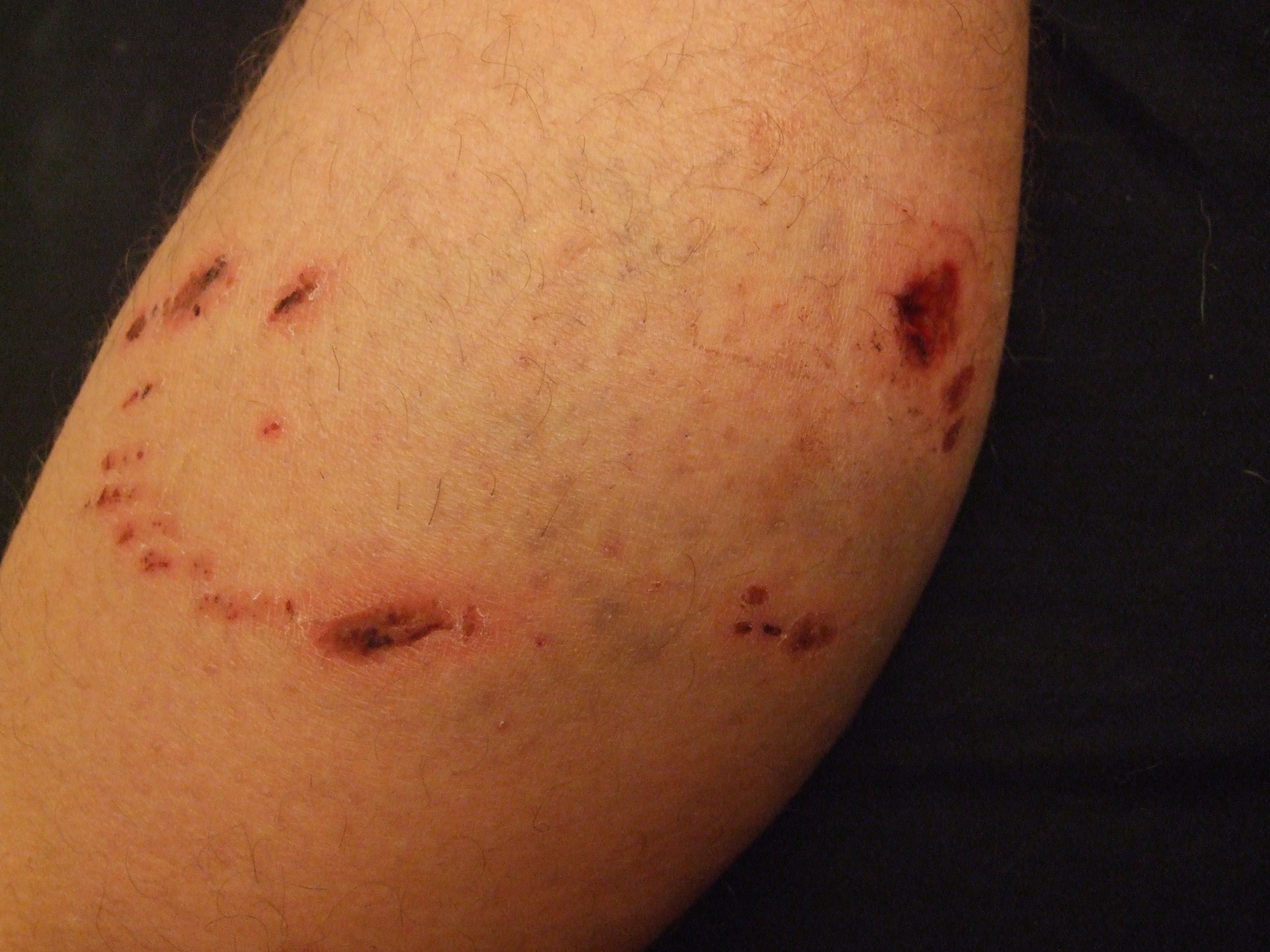
Drei Tage alte Bisswunde, durch einen Hund verursacht

Bissspuren und Bisswunden können zur Identifikation eines Täters beitragen. Die Spuren können sowohl bei den Opfern als auch bei den beteiligten Aggressoren einer kriminellen Tat auftreten. In manchen Fällen hinterlässt das Gebiss einen Abdruck, eine Art Negativ, im menschlichen Gewebe, aus dem Rückschlüsse auf die Zahnstellung, Zahnform und zahlreiche andere Merkmale gezogen werden können. Durch Erwachsene beigefügte Bisswunden treten auch als Folge von sexuellem Missbrauch auf. Ein Abstand der Eckzähne von mehr als 3 cm lässt meist auf ein Erwachsenengebiss schließen. Bisswunden von Tieren müssen ausgeschlossen werden. Die Einzigartigkeit des menschlichen Gebissabdrucks ist gemäß einem Review vom November 2014 in Bezug auf die Bissspurenanalyse bisher unbewiesen.
| Klasse 1 | Biss mit Erythem               |
| Klasse 2 | Biss mit Quetschung (contusio) |
| Klasse 3 | Biss mit Abschürfung           |
| Klasse 4 | Biss mit Risswunde             |
| Klasse 5 | Biss mit Ausreißung von Gewebe |

### Identifizierungskennzeichnung
Es besteht die Möglichkeit Zahnersatz bei der Anfertigung durch den Zahntechniker mit Kennzeichen zu versehen, die gegebenenfalls eine Identifizierung erleichtern können. So kann der Name oder die Initialen eines Zahnprothesenträgers unsichtbar auf der Innenseite der Prothese eingraviert werden, ebenso an versteckten Stellen von Zahnkronen oder -brücken. Ebenso lässt sich ein Mikrochip mit den Daten des Patienten in den Zahnersatz einbauen.

## DNA-Analyse aus Zähnen
Zähne können dazu dienen, Desoxyribonukleinsäure (DNA) aus der Pulpa (dem Zahnmark, im Volksmund dem „Nerv“) zu gewinnen, nachdem die Pulpa wie durch einen Panzer durch den umgebenden Zahnschmelz und das Dentin geschützt ist. Hierzu kann das Pulpencavum eröffnet und die Pulpa entnommen werden. Nachdem dabei die Kontaminationsgefahr sehr groß ist, wird der Zahn mittels neueren Verfahren der Kaltvermahlung (engl.: cryogenic grinding) zerrieben und aus dem Pulver die DNA zur DNA-Analyse unter Anwendung der Polymerase-Kettenreaktion gewonnen.

## Altersdiagnostik

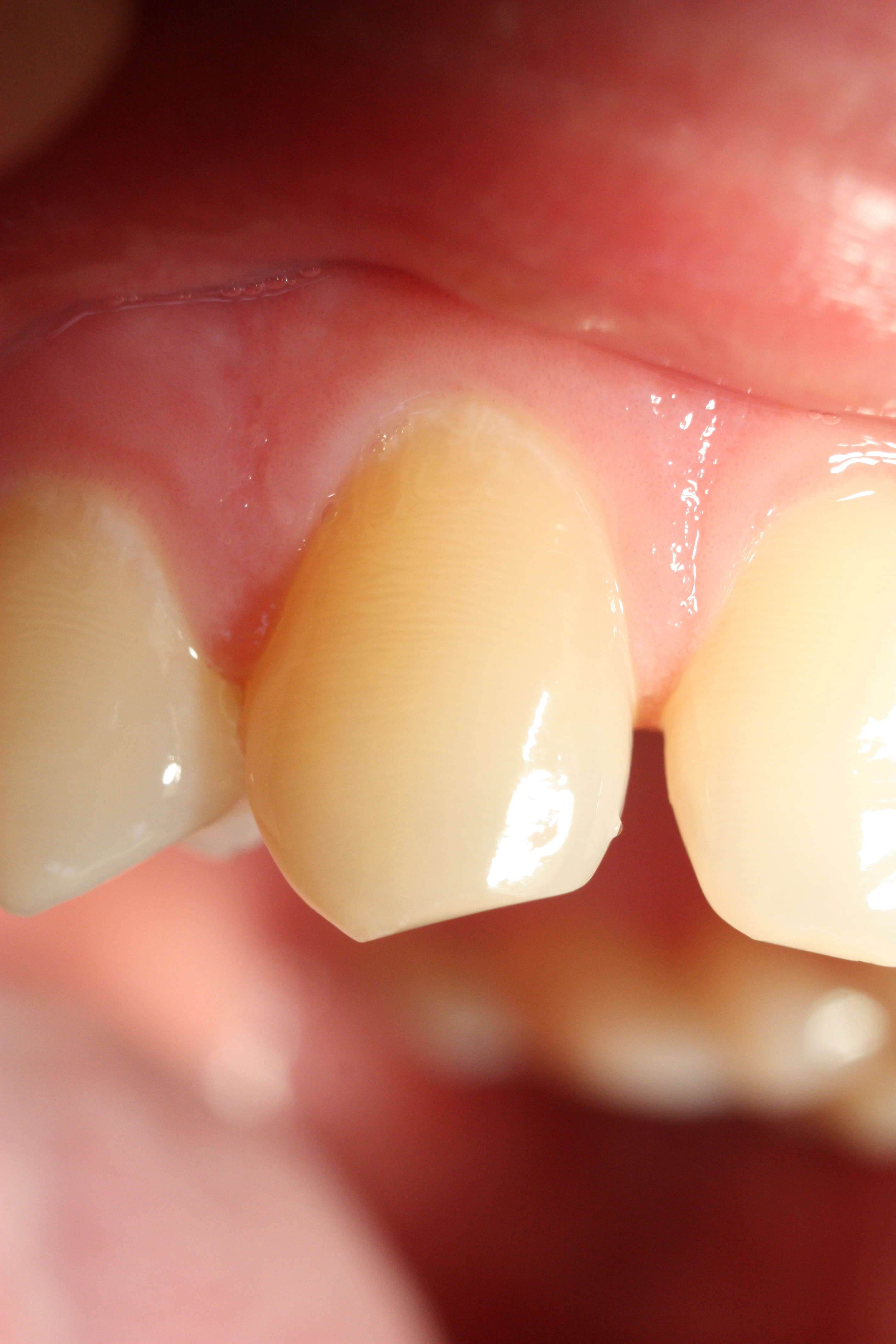
Oberkiefer-Eckzahn, bei dem die Retzius-Streifen in der vollen Bildauflösung gut zu erkennen sind

Ein weiteres Betätigungsfeld ist die forensische Altersdiagnostik, auch von lebenden Personen, deren Geburtsdatum nicht anderweitig nachweisbar ist. Die Zahndurchbruchszeiten, die Wurzeldentintransparenz, der Racemisierungsgrad der Asparaginsäure im Dentin und der Grad der Zementannulation erweitern das Methodenspektrum. Die Durchführung einer forensischen Altersschätzung beim Lebenden setzt in Deutschland zwingend einen richterlichen Beschluss voraus. Das Alter kann bei Kindern und Jugendlichen relativ genau bestimmt werden. Dies ist beispielsweise hilfreich bei unklarem Geburtsdatum zur Feststellung der Volljährigkeit oder bei Strafverfahren, ob der Beschuldigte unter das Jugendstrafrecht fällt oder vor Vollendung des 14. Lebensjahres als Kind strafunmündig (§ 19 StGB) ist oder als Heranwachsender (18- bis 20-jährig) gilt. Bei Erwachsenen ist eine rein odontologische Altersschätzung mit einer Genauigkeit von ± 5 Jahren, nach anderen Autoren von ± 10 Jahren möglich. Die Retzius-Streifen (Perikymatien) zeigen bei jedem Menschen ein individuelles Muster und können daher auch kriminaltechnisch ausgewertet werden. Neuere Studien von Willems ergaben ein neues Modell zur Schätzung des Zahnalters: Die Willems-Methode wird bei weniger als sieben Unterkieferzähnen angewendet. Demgegenüber steht der sogenannte London Atlas. Empfohlen wird, erst das Alter nach der London-Atlas-Methode, dann nach Willems zu bestimmen und daraus den Mittelwert zu bilden.

## Odontometrische Geschlechtsbestimmung
Um bei unvollständigen oder schlecht erhaltenen Skelettteilen und fehlenden DNA-Spuren das Geschlecht einer Leiche zu bestimmen, bleibt die Möglichkeit einer odontometrischen Geschlechtsbestimmung, gegebenenfalls unter Einbeziehung der Kiefer. So ist beispielsweise der obere mittlere Schneidezahn bei Frauen breiter als der Eckzahn, bei Männern sind beide Zähne gleich breit. Ebenso unterscheiden sich die Breitendifferenzen der oberen mittleren und seitlichen Schneidezähnen, wie auch die Breitendifferenzen zwischen dem unteren seitlichen Schneidezahn und dem Eckzahn.
Darüber hinaus kann durch den Caninus-mandibularis-Index das Verhältnis zwischen dem mesiodistalen Kronendurchmesser (MDKD) und der Weite des Caninus-mandibularis-Bogens geschlechtsspezifisch herangezogen werden. Die Trennfunktion einer Diskriminanzformel bei der Kiefervermessung des Unterkiefers (Mandibula) wird durch drei Variablen, der Winkelbreite zwischen horizontalem und aufsteigendem Ast der Mandibula, der Asthöhe des aufsteigenden Astes der Mandibula und der Höhe des Foramen mentale ergibt weitere Anhaltspunkte, ebenso das Gaumenfaltenrelief und die Vermessung des Gaumenbogens.
Geschlechtsdiagnosen können durch die ersten unteren Molaren, die ersten oberen Prämolaren und insbesondere die Canini (Eckzähne) erfolgen. Die Zahnhalsmerkmale eignen sich besser als die Zahnkronendurchmesser zur Geschlechtsbestimmung, während die Zahnwurzellängen dafür ungeeignet sind.

## Forensische Anthropologie

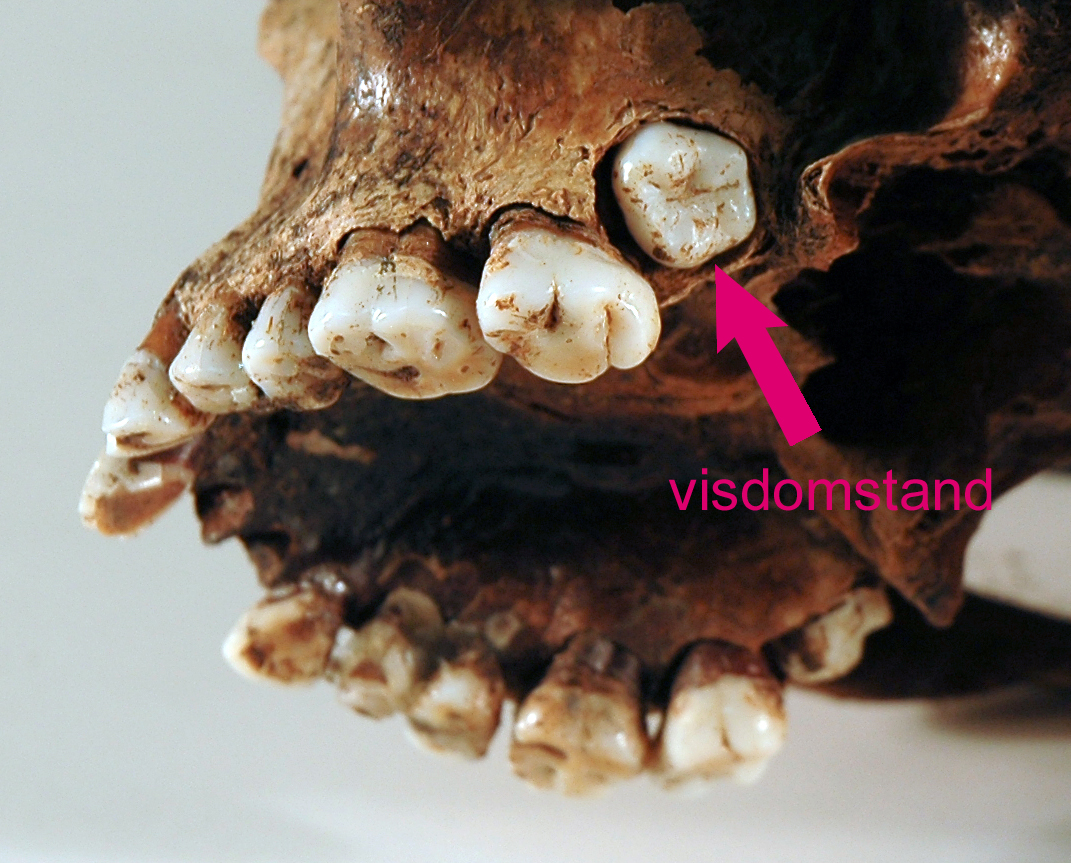
Noch nicht vollständig durchgebrochener Weisheitszahn 28 (schwed.: visdomstand) im linken Oberkiefer des Himbeermädchens

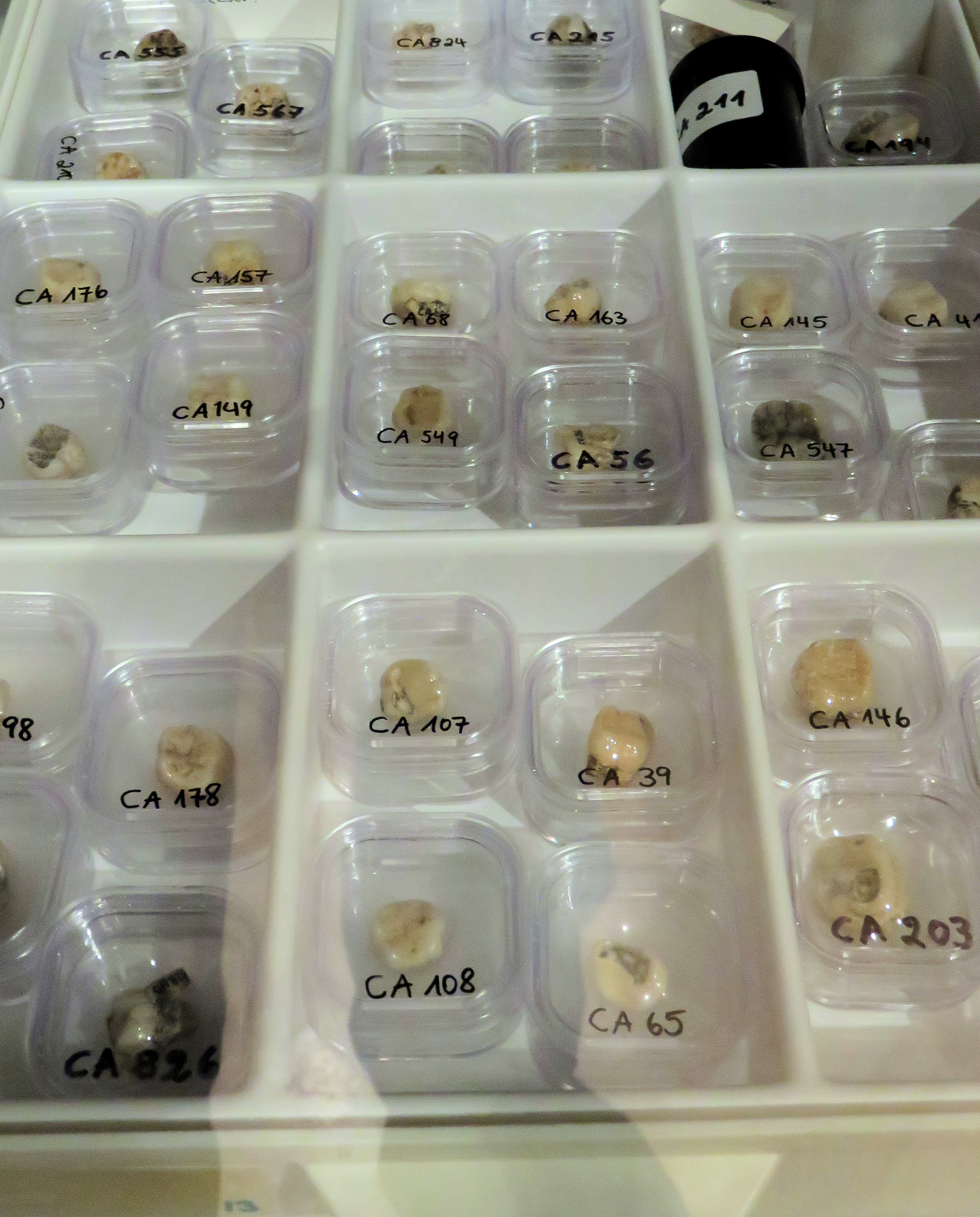
Zähne sind die dauerhaftesten Zeugnisse für die Entwicklung des Menschen: Backenzähne aus der Sammlung Koenigswald im Senckenberg Forschungsinstitut

Die Frau von Luttra ist eine 5000 Jahre alte jungsteinzeitliche Moorleiche, die 1943 in einem Moor der Gemeinde Falköping, Provinz Västra Götalands län, in Schweden gefunden wurde. Aufgrund der Himbeeren, ihrer letzten Mahlzeit, erhielt die junge Frau den Spitznamen Hallonflickan (deutsch: Himbeermädchen). Die Verknöcherung der Schädelnähte zusammen mit der Zahnstruktur, insbesondere der oberen noch nicht durchgebrochen Weisheitszähne, konnten zur anthropologischen Altersbestimmung genutzt werden. Sie lassen den Schluss zu, dass sie etwa ein Alter von 20 bis 25 Jahren erreicht hatte. Die genaue Todesursache ließ sich nicht klären. Fossile Zähne werden in der Paläoanthropologie genutzt, um anhand der Retzius-Streifen die Entwicklungsgeschwindigkeit der Jugendlichen von frühen Arten der Hominini zu rekonstruieren.

## Forensische Aspekte häuslicher Gewalt
Zahnärzte widmen sich verstärkt dem Erkennen und der Dokumentation von Gewaltspuren im Zusammenhang mit einem Zahnarztbesuch, um den Täter später vor Gericht überführen zu können. Hierzu gehört auch die Sicherung von DNA-Spuren für eine eventuelle DNA-Analyse. Oft entschließt sich ein Opfer erst lange nach der Tat zu einer Anzeige. Gerade dann kommt es auf eine zuverlässige Dokumentation an. Entsprechende Dokumentationsbögen wurden entwickelt und liegen den Zahnärzten vor. Auch in diesen Fällen unterliegen Zahnärzte der Schweigepflicht. Nach § 1 Art. 14 Abs. 6 GDVG (Gesundheitsdienst- und Verbraucherschutzgesetz) ist der Arzt jedoch verpflichtet, bei „gewichtigen Anhaltspunkten“ einer Kindesmisshandlung dies dem Jugendamt zu melden. Ferner ist der Arzt grundsätzlich befugt, zur Abwendung einer Gefahr für Leib und Leben („Gefahr im Verzug“) die Schweigepflicht zu durchbrechen. Das Institut für Rechtsmedizin der Ludwig-Maximilians-Universität München hat in Zusammenarbeit mit der Kassenzahnärztlichen Vereinigung Bayerns einen Untersuchungsbogen Forensische Zahnmedizin zur Klinischen Untersuchung von Opfern nach einer Gewalttat entwickelt.

## Behandlungsfehler
Ein zahnärztlicher Behandlungsfehler liegt vor, wenn eine zahnmedizinische Behandlung nicht unter Beachtung des zum Zeitpunkt der Behandlung aktuellen Erkenntnisstands der medizinischen Wissenschaft durchgeführt wurde, es sei denn, der Patient und der Behandelnde haben einen abweichenden Standard der Behandlung zulässig und wirksam vereinbart. Er kann zur Folge haben, dass der Zahnarzt zivil-, ordnungs- oder strafrechtlich haftet. Im weitesten Sinne gehört die Befundung des Behandlungsfehlers und Begutachtung der Behandlung zur forensischen Zahnmedizin.

## Pink teeth
„Pink teeth“ (engl.: rosa Zähne) können während des Lebens oder etwa ein bis zwei Wochen post mortem auftreten. Durch eine Hyperämie, Blutstaus und Austritt von Erythrozyten bei der Autolyse und feuchtem Milieu kann es zum Einsickern von Hämoglobin, dem roten Blutfarbstoff, in die Dentinkanälchen kommen, wodurch sich der Zahn rosa verfärbt. Das Phänomen ist bei Tod durch Ertrinken zu beobachten, insbesondere wenn sich der Kopf in einer Tieflage befunden hat. Jedoch sind rosa Zähne nicht pathognomonisch für eine bestimmte Todesursache und bleiben ein unspezifisches Phänomen.

## Geschichte

### Frühzeit der forensischen Zahnmedizin

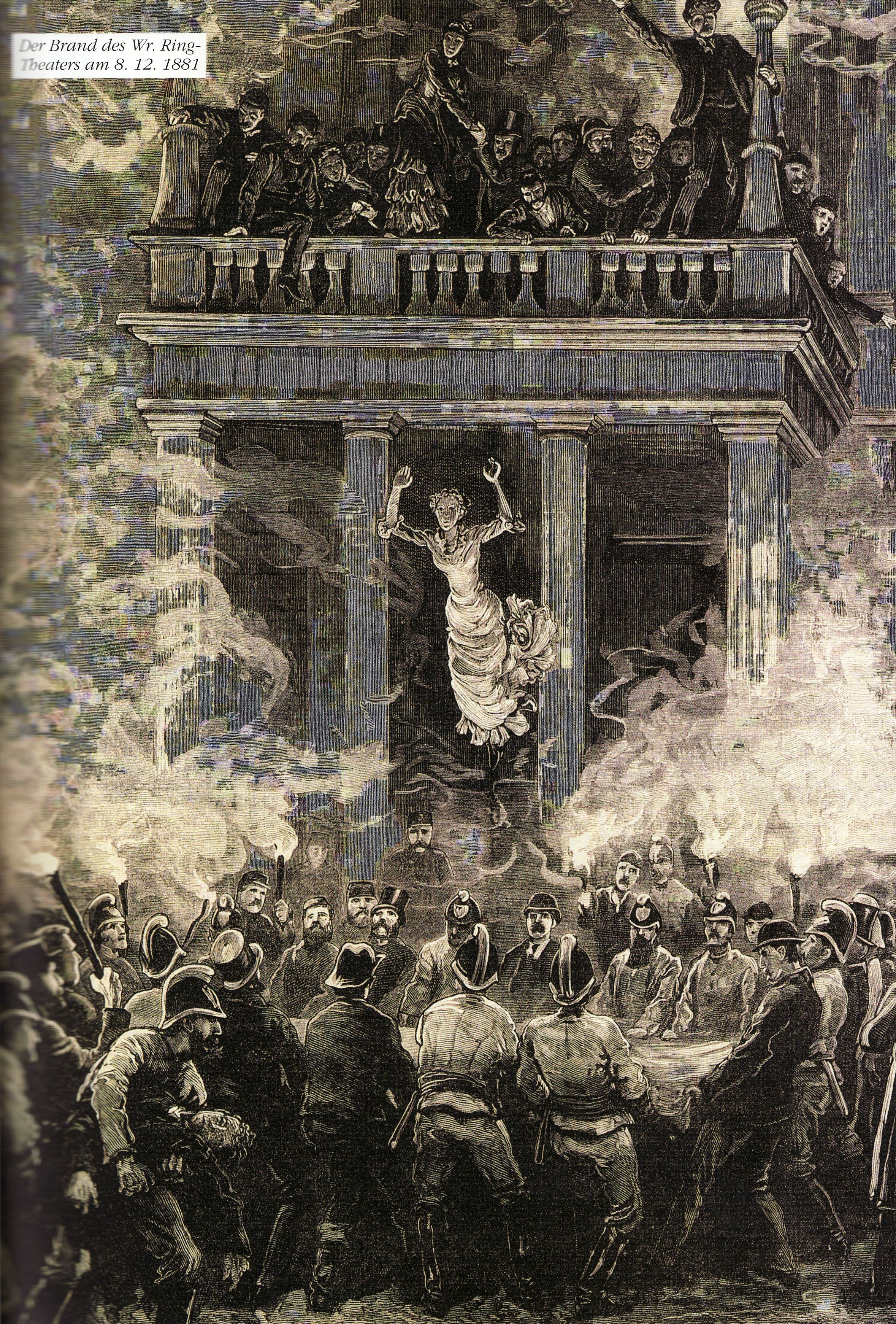
Brand des Wiener Ringtheaters am 8. Dezember 1881. Darstellung von Karl Pippich.

Es werden einige Fälle, insbesondere seit dem Mittelalter berichtet, in denen Identifikationen anhand des Gebisses vorgenommen worden sind, darunter Karl der Kühne, Louis XVII. und Wilhelm der Eroberer.
1862 veröffentlicht der Wiener Paul Pfeffermann, der sich als Doktor der Medizin und Chirurgie, der Augen- und Zahnheilkunde bezeichnet hat und Mitglied der Wiener Medizinischen Fakultät und mehrerer gelehrter Gesellschaften war, erstmals in der Literatur in seiner „Fasslichen Darstellung der gesammten Zahnheilkunde“ ein kurzgefasstes Kapitel „Gerichtliche Zahnheilkunde“. Er beschreibt darin den Nutzen einer speziellen gerichtlichen Zahnheilkunde, Objekte der zahnärztlichen Untersuchungen, Komplikationen bei Verletzungen der Zähne, Einteilung der Verletzungen, Kriterien zur Beurteilung der abnormen Zustände bei Verletzungen, von der Abfassung zahnärztlicher gerichtlicher Gutachten, Beschwerden über die gegen den Zahnarzt selbst eventuell vorkommenden Beschwerden, Formeln von Gutachten. In den vier angeordneten gerichtlich-zahnärztlichen Gutachten ist die Rede von einer syphilitischen Ansteckung, einer Verletzung der Zähne bei einem Raufhandel, bei schwerer Verletzung des Gesichtes durch Schläge mit einem Holzscheit und schließlich ein Gutachten über die Bedeutung und Heilbarkeit üblen Mundgeruches.

### Identitätsfeststellungen

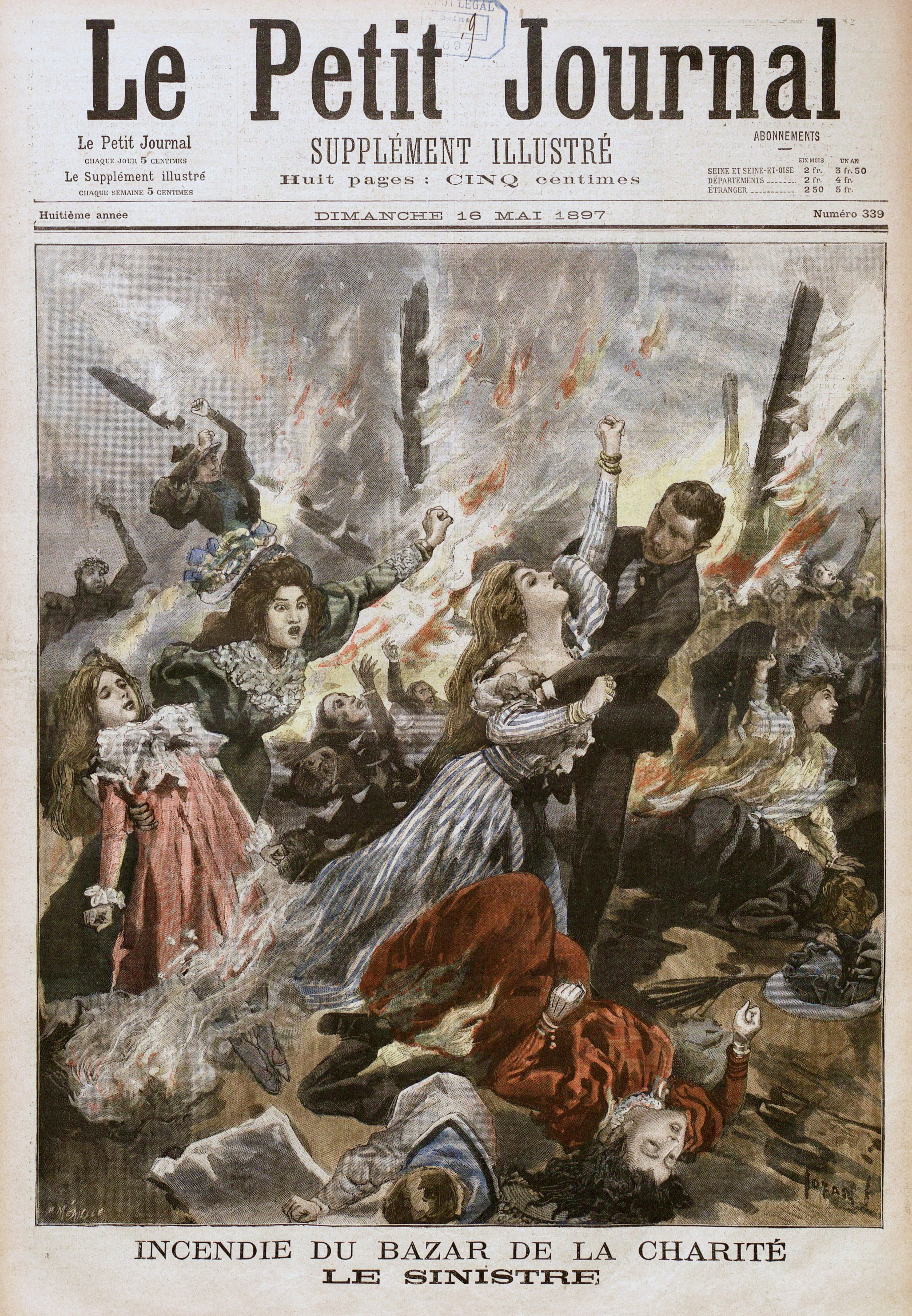
Brand im Bazar de la Charité, Titelseite des Le Petit Journal vom 10. Mai 1897

1881 wurde nach dem Brand des Wiener Ringtheaters an den geborgenen und stark zerstörten Leichen erstmals die Methode einer Identifizierung anhand der Zahnstellung praktiziert und damit eine Grundlage für die später renommierte „Wiener Schule der Kriminalistik“ gelegt. Die Zahl der Todesopfer betrug nach offiziellen Angaben 384. Ludwig Eisenberg schreibt von nahezu 1000 Toten.
Oscar Amoëdo y Valdes (1863–1945) aus Kuba wird als Vater der forensischen Zahnmedizin bezeichnet. Anlass war 1897 eine tragische Brandkatastrophe auf einer Wohltätigkeitsveranstaltung in Paris, dem Bazar de la Charité, bei der 129 Menschen den Tod fanden. Amoëdo war nicht selbst an der Identifikation der Brandopfer beteiligt, befragte jedoch die beteiligten Personen und veröffentlichte die Ergebnisse im ersten Buch zur forensischen Zahnheilkunde L’Art Dentaire de Medicine Legale. Er selbst nennt Albert Hans, den paraguayischen Konsul, als Urheber der forensischen Zahnheilkunde. Dieser habe die behandelnden Zahnärzte der Brandopfer zusammengerufen, um mit deren Hilfe die Opfer zu identifizieren.
Die Identitätsfeststellung der verbrannten Leiche von Adolf Hitler gelang dadurch, dass sein Zahnarzt Hugo Blaschke zur Identifikation Hitlers während seiner Haft im alliierten Internierungslager für NS-Prominenz in Nürnberg-Langwasser nach einer Anfrage durch die sowjetische Militäradministration das Gebiss von Hitler aus Gips nachbilden musste. Das aus dem Gedächtnis gefertigte Gipsgebiss stimmte mit dem Gebiss Hitlers, das sich in sowjetischem Gewahrsam befand, überein. Ebenso gelang die Identifizierung der verbrannten Leiche von Eva Braun anhand der komplizierten Zahnersatzversorgung, die der anfertigende Zahntechniker Fritz Echtmann wiedererkannte. Bei Erdkabelarbeiten der Post am 7./8. Dezember 1972 wurden in der Nähe des Lehrter Bahnhofs in Berlin zwei Skelette gefunden, die anhand ihrer Gebisse dem Reichsminister und wichtigem Vertrauten Hitlers Martin Bormann und dem letzten Leib- bzw. Begleitarzt Hitlers, SS-Standartenführer Ludwig Stumpfegger zugeordnet werden konnten. An beiden Schädeln wurden zwischen den Zähnen Glassplitter von Blausäureampullen gefunden. Damit wurden Gerüchte entkräftet, Bormann habe sich nach Südamerika abgesetzt.
Als die Identität Lee Harvey Oswalds, dem Attentäter auf John F. Kennedy, 1963 und erneut 1981 in Frage gestellt wurde (es wurde behauptet, dass statt seiner ein russischer Spion bestattet wurde), gelang es anhand seines Gebissbefundes nach seiner Exhumierung seine Identität zu bestätigen.
Die forensische Zahnmedizin wurde auch nach dem Anschlag auf das World Trade Center und das Pentagon (2001) eingesetzt, ebenso nach den Hurrikanen Katrina und Rita (2005) oder nach Tsunamikatastrophen wie nach dem Erdbeben im Indischen Ozean 2004 mit über 230.000 Opfern oder dem Tōhoku-Erdbeben 2011 (Fukushima) mit 19.300 Toten. Auch bei Flugunfällen wie beispielsweise dem Air-Algérie-Flug 5017 (in Mali, 2014) oder dem Germanwings-Flug 9525 (2015) wurden die Opfer mit Hilfe der forensischen Zahnmedizin identifiziert.

### Archäologie
In der Archäologie werden Funde mittels DNA-Analysen der Zähne analysiert. So wurden beispielsweise insgesamt 25 Skelette bei Tunnelarbeiten in London gefunden. Die Knochen stammen von einem Friedhof für Pestopfer aus dem frühen 15. Jahrhundert, deren Nachweis anhand der DNA-Analyse der Zähne gelang. In mehreren Zähnen konnte das Pestbakterium Yersinia pestis nachgewiesen werden.

## Fachgesellschaften
In Deutschland beschäftigt sich seit 1976 der  Arbeitskreis für Forensische Odonto-Stomatologie (AKFOS) der Deutschen Gesellschaft für Zahn-, Mund- und Kieferheilkunde und der Deutschen Gesellschaft für Rechtsmedizin mit der forensischen Odontologie. Werner Hahn (1912–2011), ehemaliger Direktor der Klinik für Mund-, Kiefer- und Gesichtschirurgie der Christian-Albrechts-Universität Kiel, gründete in Deutschland – als Vorstandsmitglied der DGZMK – im Jahre 1976 den AKFOS und war mehr als 20 Jahre lang sein Vorsitzender. Er setzte sich von Anbeginn an für die Weiterbildung zum „Fachzahnarzt für Forensische Odonto-Stomatologie“ ein, jedoch ohne Erfolg. Die AKFOS ist Mitglied in der International Organization For Forensic Odonto-Stomatology (IOFOS). Rüdiger Lessig, Direktor des halleschen Instituts für Rechtsmedizin, ist 2017 zu ihrem Vizepräsidenten gewählt worden. In Frankreich besteht die Association Française d’Identification Odontologique (AFIO), in den USA die American Society of Forensic Odontology (ASFO) und in Spanien die Asociación Española de Odontología Legal y Forense (AEOLF). In Österreich und in der Schweiz gibt es Arbeitsgruppen in der jeweiligen Gesellschaft für Rechtsmedizin. Peter Freyberger bezeichnete Graz als Wiege der österreichischen zahnärztlichen Forensik.